# Cataract Gorge

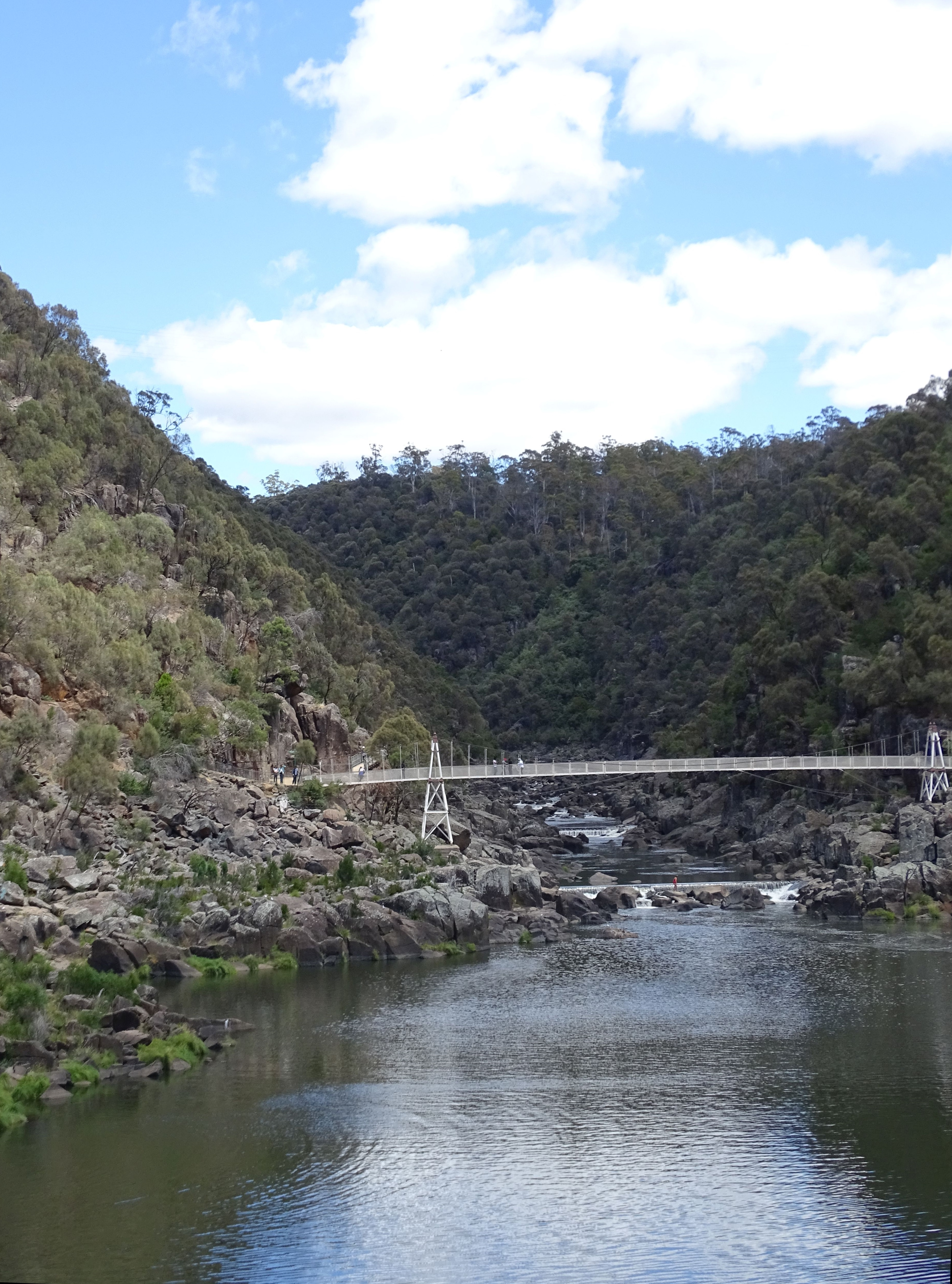
Cataract Gorge, im Hintergrund die Alexandra Suspension Bridge, vom Lift gesehen

Cataract Gorge (deutsch etwa Flussschlucht, Schlucht der Stromschnellen) ist ein beliebtes Ausflugsziel an der Stadtgrenze von Launceston im nördlichen Tasmanien, Australien.

## Die Schlucht

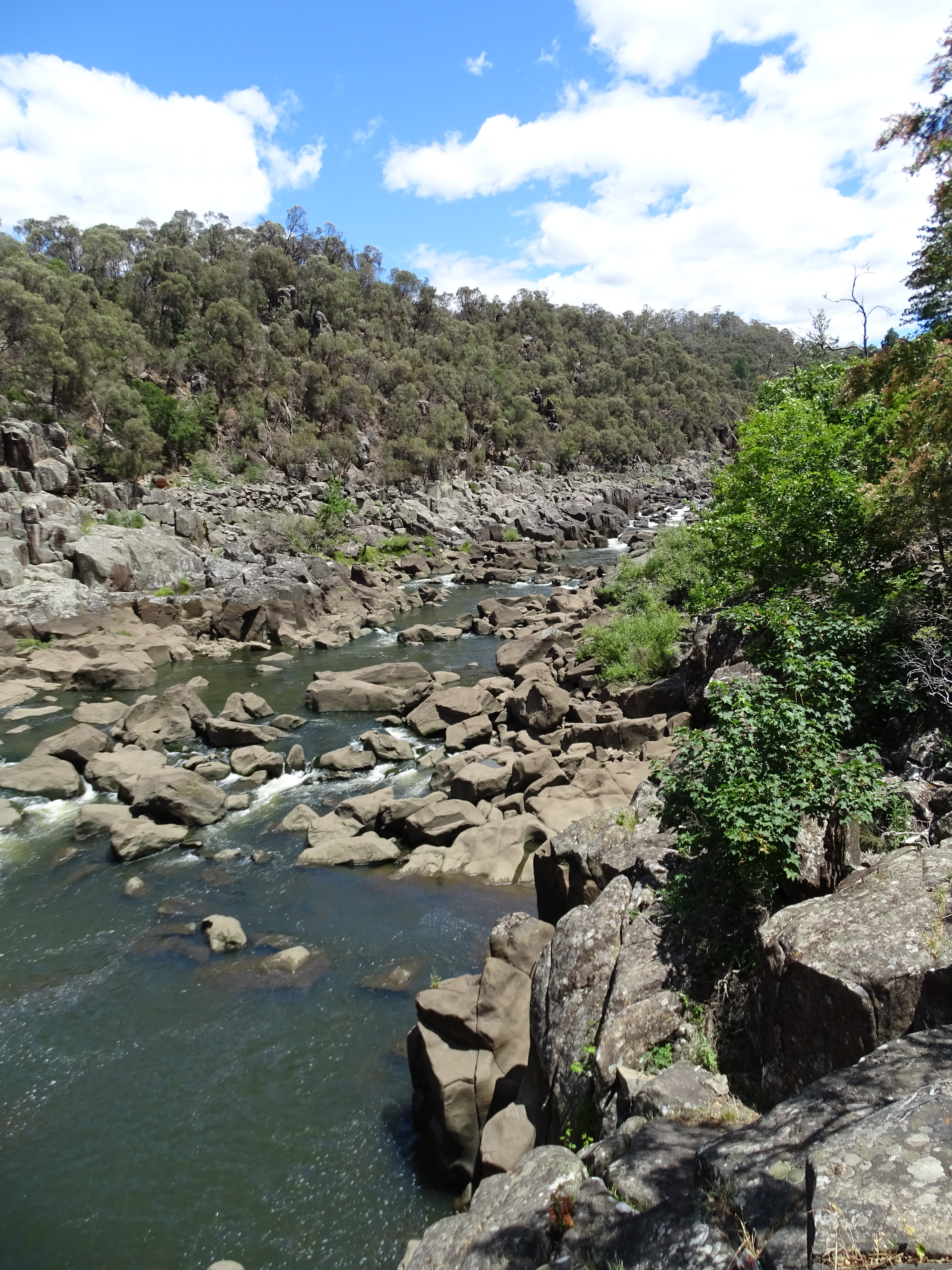
Cataract Gorge beim Niedrigwasser

Die Schlucht, die sich etwa 1,5 km vom Zentrum der Stadt befindet, gehört zu den wichtigen Sehenswürdigkeiten in der Region und wird sowohl von Touristen wie auch Einheimischen gerne besucht. Den bekannten Aufzeichnungen nach wurde sie 1804 entdeckt und beschrieben, der auf dem Bord des Erkundungsschiffes Lady Nelson die Region untersuchte und auch den Tamar River und den dort bei Launceston einmündenden South Esk River besuchte, wo sich die Schlucht befindet.
Das weitläufige Gelände bietet zahlreiche Pfade zum Spazieren, es sind Hängebrücken vorhanden, üppige und teils seltene Bepflanzung, ein Garten im Viktorianischen Stil, Gelegenheiten zum Klettern und Fahrten mit Schlauchbooten, Swimmingpool und einige Restaurants. Die früheren starken Überflutungen sind nach dem Bau des Trevallyn Staudamms in den 1950er Jahren ausgeblieben.
In einiger Entfernung flussaufwärts befindet sich die alte Duck Reach Power Station, ein Wasserkraftwerk, das im Dezember 1895 in Betrieb genommen wurde. Er belieferte Launceston mit Strom. Es wird angenommen, dass Launceston die erste Stadt südlich des Equators war, die mit Strom beleuchtet wurde.

## Der Sessellift

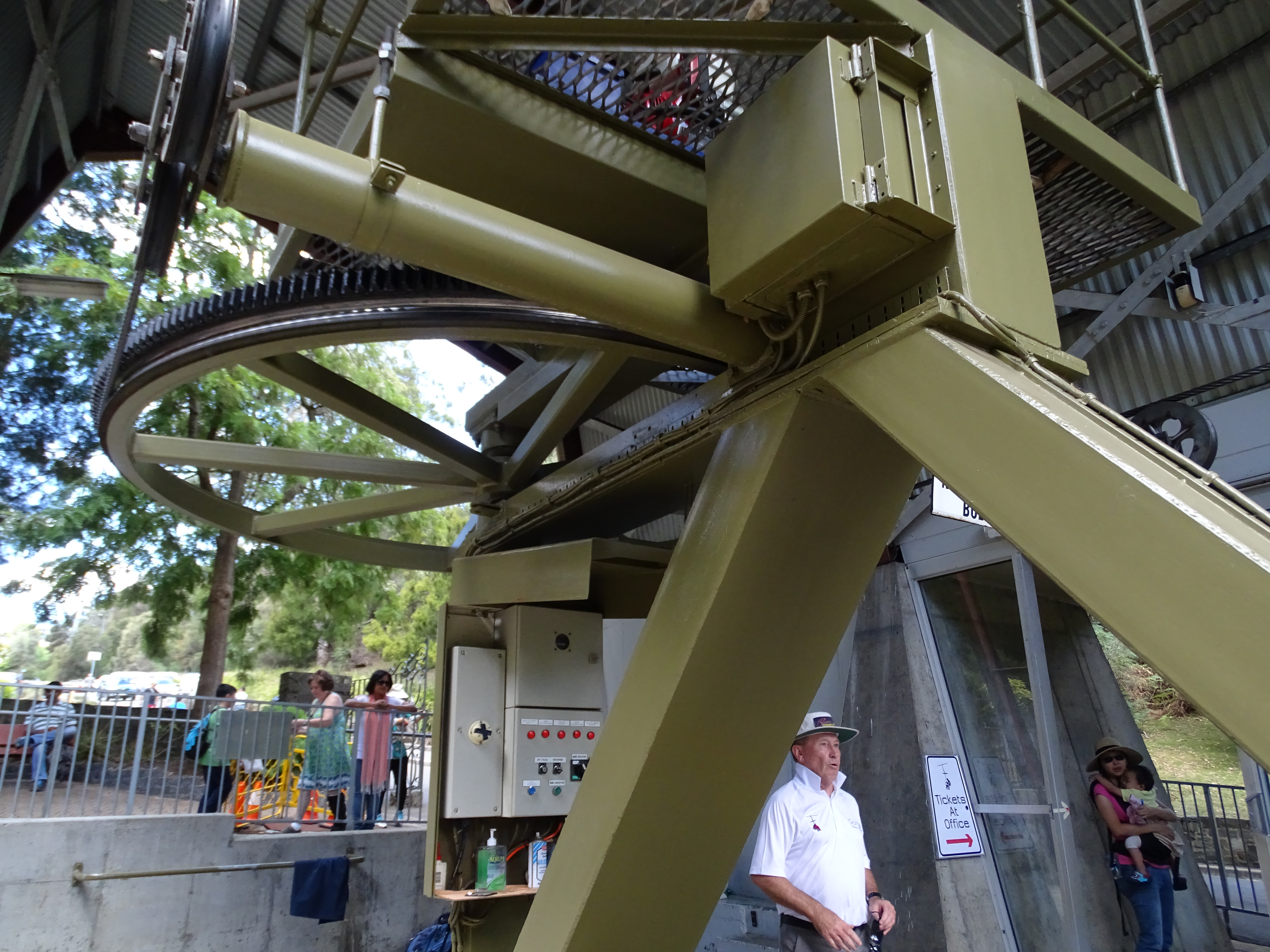
Antriebsmaschine des Sessellifts

Auf dem Gelände befindet sich ein Sessellift, mit dem man die Schlucht überqueren kann. Erbaut 1972, gilt er als der Sessellift der Welt mit der längsten Spannweite zwischen zwei Stützen von 308 m. Die Gesamtspannweite der Bahn beträgt 457 m. Der Lift bietet Aussicht auf die Schlucht mit dem Fluss, die zahlreichen Felsen, vor allem Becken Nummer 1, Parks, die Alexandra Suspension bridge, Swimmingpool usw.